# Jacques Philippe Bonnaud
Pour les articles homonymes, voir Bonnaud (homonymie).
Jacques Philippe Bonnaud ou Bonneau, né le 11 septembre 1757 à Bras dans le Var et mort le 30 mars 1797 à Bonn, en Allemagne, est un général de division de la Révolution française. Il s'engage en tant que cavalier dans l'armée royale en 1776 et est sous-officier en 1789 lorsqu'éclate la Révolution française. Promu capitaine au 12e régiment de chasseurs à cheval en 1792, Bonnaud participe avec son unité aux batailles de Valmy, Jemappes, Aldenhoven, Neerwinden, Raismes, au camp de César et à Wattignies et est blessé deux fois. En janvier 1794, il est nommé général de brigade. 
Trois mois plus tard, il accepte avec réticence le commandement d'une division taillée en pièces quelques jours auparavant à Villers-en-Cauchies et Troisvilles, et cela à une période où les généraux malchanceux étaient souvent envoyés à la guillotine. Il mène ses troupes au combat à Courtrai et Tourcoing et prend part à l'invasion de la République batave. Il sert en Vendée l'année suivante et dirige brièvement l'armée des côtes de Cherbourg. Lors de la campagne de 1796 sur le Rhin, Bonnaud commande une division de cavalerie avec laquelle il se distingue à Amberg, Wurtzbourg et Limburg. Il est mortellement blessé au cours de cette dernière bataille et meurt à Bonn six mois plus tard. Son nom est inscrit sous l'arc de triomphe de l'Étoile à Paris.

## Biographie

### Les débuts d'une carrière
Jacques Philippe Bonnaud naît le 11 septembre 1757 à Bras, un petit village situé dans l'actuel département du Var, et est baptisé le lendemain. Il est le fils d’Étienne Bonnaud et de Claire Julian. 
Il entre au service le 2 février 1776, comme dragon dans la légion du Dauphiné où il remplit les fonctions de chirurgien. Dans cette unité qui devient plus tard le 12e régiment de chasseurs à cheval, il est nommé brigadier le 10 septembre 1779 et fourrier le 10 novembre de la même année. Il participe à une expédition sur Genève en juin 1782. Il est ensuite successivement élevé au grade de maréchal des logis le 21 septembre 1784, maréchal des logis-chef le 1er juillet 1788, et adjudant le 1er février 1789. À cette époque, le colonel Jacques François Menou commande le régiment et un certain Emmanuel de Grouchy en devient le lieutenant-colonel à partir du 18 décembre 1791. Quant à Bonnaud, il passe lieutenant au 12e chasseurs à cheval le 10 mars 1792 et capitaine le 17 juin suivant.

### De Valmy à Wattignies, 1792-1793

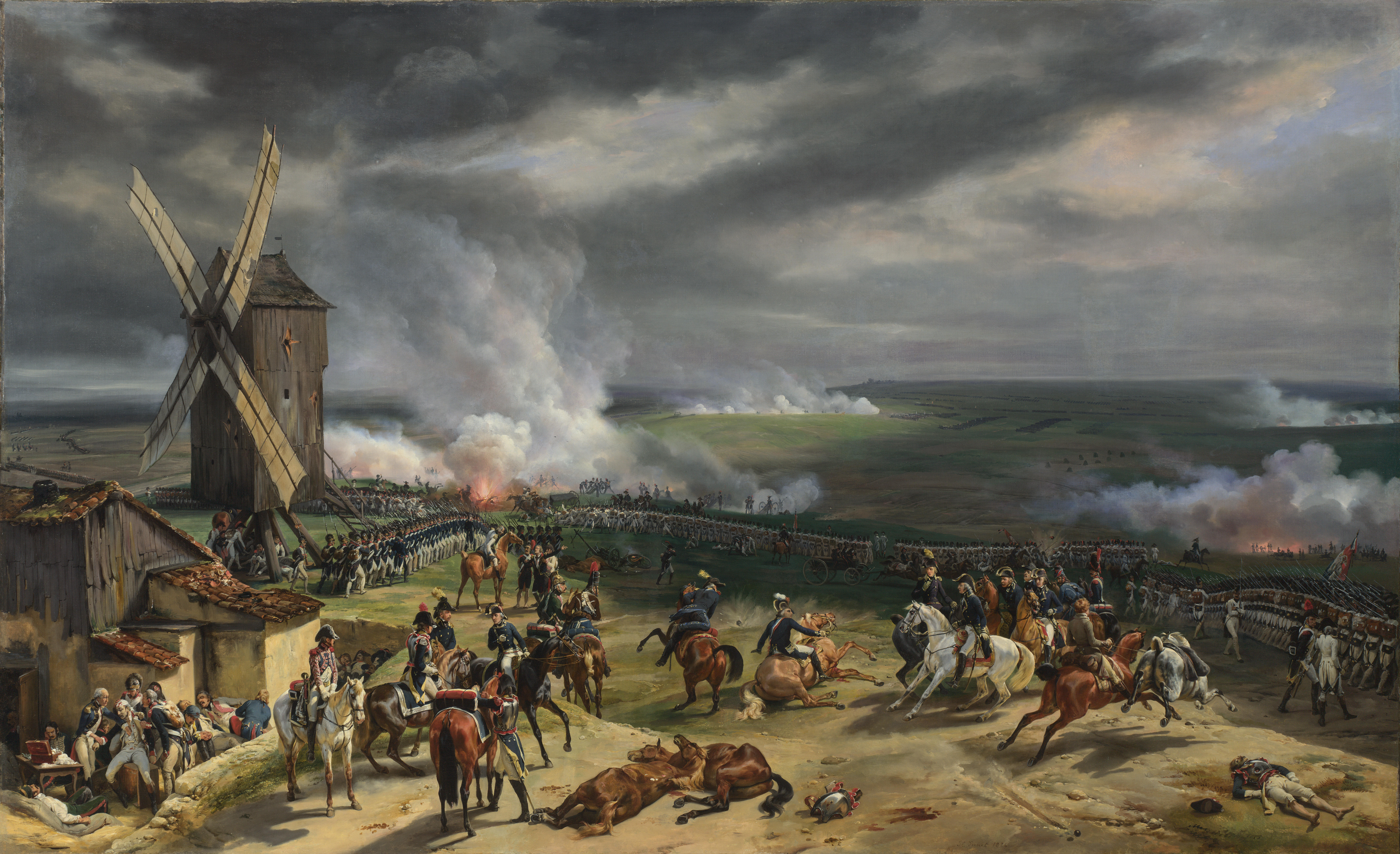
Les cavaliers du 12e chasseurs à cheval sont présents lors de bataille de Valmy, le 20 septembre 1792. Peinture par Horace Vernet.

Le 15 août 1792, le 12e chasseurs à cheval est passé en revue à Sedan par le marquis de La Fayette, qui passe aux Autrichiens quelques jours plus tard après avoir été accusé de trahison. Le 19 août, l'armée prussienne du maréchal de Brunswick attaque Longwy et le 23, la garnison française forte de 2 600 soldats se rend aux forces austro-prussiennes qui alignent ensemble 31 931 hommes et 136 canons. Les 4 128 défenseurs de Verdun capitulent à leur tour face à Brunswick le 2 septembre. Au milieu de cette crise, le nouveau commandant en chef de l'armée française, Charles François Dumouriez, dirige le général Dillon et une avant-garde comprenant le 12e chasseurs dans une attaque de diversion sur Stenay. De son côté, Dumouriez s'avance au sud de Sedan avec le corps principal et atteint Grandpré le 3 septembre pendant que Dillon poursuit sa marche et occupe Les Islettes. Le 12 septembre, Brunswick parvient cependant à enfoncer les lignes françaises en battant la division du général Chazot à La Croix-aux-Bois ; trois jours plus tard, alors que la division Chazot effectue sa retraite, les hussards prussiens font leur apparition. Le 12e chasseurs à cheval tente de les arrêter par un feu de pistolets mais les cavaliers ennemis bousculent le régiment et mettent en fuite les troupes de Chazot. Lors de la bataille de Valmy le 20 septembre 1792, trois escadrons du 12e chasseurs font partie de l'avant-garde du général Dillon.
Après Valmy, le 12e chasseurs est transféré au nord pour intégrer l'armée de Belgique commandée par le général Beurnonville. Deux escadrons du régiment servent à l'avant-garde de l'armée sous les ordres du général Dampierre au cours de la bataille de Jemappes le 6 novembre 1792. Le 12e chasseurs combat à la bataille d'Aldenhoven le 1er mars 1793 à l'issue de laquelle le général Stengel parvient à sauver le trésor de l'armée avec un escadron du régiment. La présence du 12e chasseurs à l'aile droite de l'armée lors de la bataille de Neerwinden le 18 mars est évoquée mais n'est pas entièrement certaine. Bonnaud est blessé d'un coup de sabre à la joue le 1er mai au cours d'une action préliminaire à la bataille de Raismes et a la main gauche frappé par un coup de sabre le 6 août durant la bataille du camp de César. À cette époque, son unité fait partie de l'armée du Nord. Du 15 au 16 octobre 1793, les 511 cavaliers du 12e chasseurs attachés à la division Fromentin se distinguent à la bataille de Wattignies.  

### Général de la Révolution

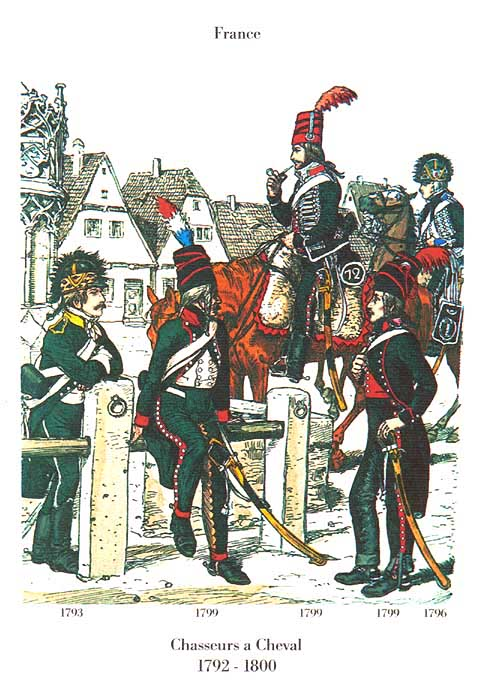
Chasseurs à cheval français sous la Révolution, 1793-1799, par Richard Knötel.

Bonnaud est promu au grade de général de brigade le 28 janvier 1794. Le 19 avril, profitant du brouillard matinal, il conduit trois régiments de cavalerie sur le village d'Abscon et culbute un avant-poste de 70 cavaliers autrichiens. Son coup fait, Bonnaud et ses 2 400 hommes se replient lorsqu'ils sont contre-attaqués par 630 cavaliers aux ordres du général Wurmb. Une mêlée incertaine s'ensuit pendant laquelle les deux camps essuient de lourdes pertes. Le 23 avril, 15 000 fantassins et 4 500 cavaliers venus de Cambrai et Bouchain se massent en quatre colonnes pour attaquer les forces de Wurmb couvrant le siège de Landrecies. Cette force d'attaque comprend notamment 5 000 soldats d'infanterie commandés par le général Proteau et 1 500 cavaliers sous les ordres de Bonnaud. Les Français sont battus le 24 avril à la bataille de Villers-en-Cauchies par la cavalerie coalisée forte du régiment de hussards autrichiens no 17 Archiduc Léopold et du 15e dragons légers britannique à deux escadrons chacun. Les Autrichiens perdent 20 hommes dont dix sont portés disparus et les cavaliers anglais laissent sur le terrain 58 tués et 17 blessés. Après quelques manœuvres initiales, les quatre escadrons coalisés menés par Otto et Mécsery chargent les cavaliers de Bonnaud et les mettent en déroute. L'infanterie de Proteau se forme en un large carré pour résister à l'attaque, mais les cavaliers anglo-autrichiens disloquent la formation et les fantassins français sont dispersés, laissant quatre pièces d'artillerie aux mains des assaillants. Dans leurs relations, les Alliés affirment avoir tué 900 Français et en avoir blessé 400 autres. Le sort infligé aux troupes de Proteau incite les autres colonnes françaises à se replier sur le camp de César.   
Conformément aux instructions du général Pichegru, le commandant en chef de l'armée du Nord, une armée de 30 000 soldats et 80 canons commandée par le général René-Bernard Chapuis quitte Cambrai dans la nuit du 25 avril afin de libérer Landrecies. Couvertes par le brouillard, les différentes colonnes françaises s'avancent sur leurs objectifs respectifs : la colonne centrale forte de 18 000 hommes sur Le Cateau-Cambrésis, la colonne de droite alignant 7 000 à 8 000 hommes sous le commandement de Bonnaud par Wambaix et Ligny-en-Cambrésis et enfin la colonne de droite, la plus faible avec un effectif de 4 000 hommes, vers Solesmes où elle doit relever la garnison qui s'y trouve. Après avoir refoulé les avant-postes de la Coalition jusqu'à leurs lignes, Chapuis déploie son dispositif qu'il oriente au sud-est vers Troisvilles, son flanc gauche ancré sur le village d'Audencourt. Le général français commet cependant l'erreur de ne pas poster de troupes au nord de Beaumont-en-Cambrésis pour garder la vallée d'Erclin. Simultanément, la colonne de droite dirigée par Bonnaud se rabat sur sa gauche et fait sa jonction avec la colonne centrale à proximité de Bertry. Lorsque le brouillard se dissipe, le général autrichien Otto et le duc d'York remarquent que le flanc gauche français est particulièrement vulnérable et décident de l'attaquer. Otto, avec six escadrons de cuirassiers autrichiens et deux petites brigades de cavalerie lourde britanniques, est dépêché sur ce secteur mal protégé de la ligne française. Décelant trop tard cette manœuvre, Chapuis tente désespérément de renforcer sa  gauche avec de la cavalerie. La colonne de droite parvient à se replier grâce à l'intervention d'un régiment de carabiniers conduit par Bonnaud, qui maintient à distance deux unités de cavalerie légère britanniques. En revanche, chargée de flanc et sur ses arrières par les cavaliers coalisés, la colonne centrale est anéantie. Lors de cette bataille de Troisvilles, qui s'est déroulée le 26 avril 1794, les Français laissent sur le terrain 5 000 tués ou blessés, 350 prisonniers dont le général Chapuis, 32 canons et 44 caissons. Les Alliés perdent 396 cavaliers dans cette action, leur infanterie n'ayant joué pratiquement aucun rôle.   

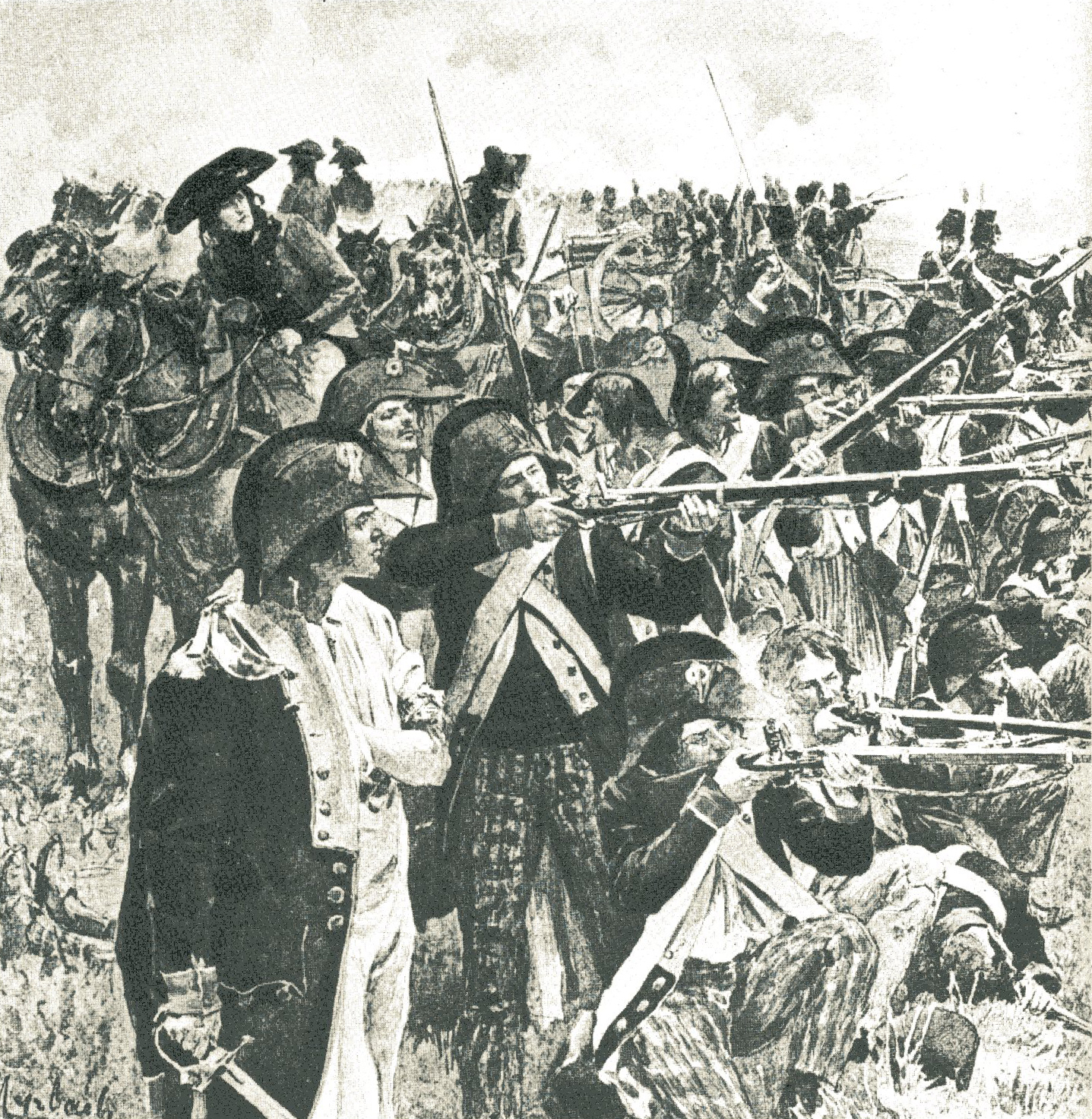
Des fantassins français formés en carré résistent à une attaque ennemie, par Felician Myrbach.

Bonnaud est nommé général de division le 30 avril 1794. Le même jour, Landrecies se rend aux Coalisés. Bonnaud, après quelques réticences, accepte le commandement de l'ancienne division Chapuis. Si de nombreux officiers bénéficient à cette époque d'un avancement très rapide, beaucoup sont également dénoncés comme traîtres et envoyés à l'échafaud. Peu après, Pichegru détache la division Bonnaud sur Sainghin-en-Mélantois, près de Lille, où elle absorbe la brigade Osten ce qui porte l'effectif de l'unité à 23 000 hommes. Le 10 mai, la division Bonnaud attaque les troupes du duc d'York à Marquain, aujourd'hui dans la banlieue sud de Tournai. Le commandant britannique parvient à tourner l'aile droite française à Camphin-en-Pévèle avec trois brigades de cavalerie lourde respectivement aux ordres de David Dundas, Robert Laurie et Richard Vyse. Une partie de la cavalerie française se débande mais l'infanterie se retire en bon ordre. Pour la première fois dans l'histoire militaire, les fantassins français adoptent avec succès la formation carrée, repoussant plusieurs charges de la cavalerie britannique. Le tir à mitraille des canons coalisés désorganise néanmoins les carrés et l'un d'entre eux est enfoncé par une charge des Royal Scots Greys. La cavalerie britannique mène ensuite de nouvelles charges qui se soldent par la destruction de deux autres carrés. L'engagement, qui a eu lieu sur les communes de Baisieux et Willems, coûte aux Français environ 3 000 tués ou blessés, 500 prisonniers et 13 canons. Les pertes britanniques se montent à 245 hommes. Ces combats s'inscrivent dans un affrontement plus large opposant les Coalisés aux Français à Courtrai et dont ces derniers émergent victorieux. 
Le 18 mai 1794, lors de la bataille de Tourcoing, 82 000 soldats français commandés temporairement par le général Joseph Souham battent une armée coalisée de 74 000 hommes sous les ordres du prince de Saxe-Cobourg. Face aux divisions de Souham et de Moreau qui ont pris position à Menin et Courtrai, le chef d'état-major autrichien Karl Mack décide de scinder les forces de la Coalition en six colonnes afin d'envelopper le dispositif français. Le mouvement en tenaille sur la gauche est confié au général Clerfayt qui commande 19 600 hommes. Au sud s'avancent les colonnes des généraux von dem Bussche (4 000 hommes), Otto (10 000 hommes), du duc d'York (10 750 hommes), du comte de Kinsky (11 000 hommes) et de l'archiduc Charles (18 000 hommes). Le plan de Mack se révèle très difficile à mettre en œuvre car il nécessite une progression rapide des troupes et une coordination parfaite entre les colonnes. De fait, les colonnes d'York et d'Otto sont les seules à rejoindre leur point de rendez-vous dans la soirée du 17 mai. Clerfayt ne franchit l'Escaut que le lendemain matin tandis que Bussche est tenu en échec par les Français. Kinsky parvient à refouler les hommes de Bonnaud dans son secteur mais arrive très en retard par rapport à l'heure prévue ; quant à l'archiduc Charles, il est victime d'une crise d'épilepsie, ce qui met un coup d'arrêt à sa progression. Sous les ordres de Souham, qui a pris le commandement en l'absence de Pichegru, les troupes françaises lancent une contre-attaque. Pendant que Moreau contient les efforts de Clerfayt, Souham et Bonnaud se jettent avec 40 000 hommes sur les colonnes du duc d'York et du général Otto. Au nord, la division Souham oblige ces deux généraux à reculer tandis que Bonnaud débouche par l'ouest et menace les arrières de York. Dans l'après-midi du 18 mai, les forces d'Otto sont repoussées tandis que les soldats de York échappent de justesse à l'encerclement, abandonnant 32 pièces d'artillerie sur le champ de bataille. Après l'échec subi par la Coalition au centre, les colonnes de Clerfayt, Kinsky et Charles reçoivent l'ordre de battre en retraite.     
Le 22 mai 1794, les Coalisés prennent leur revanche à la bataille de Tournai. Arrivé au quartier-général le lendemain de la bataille de Tourcoing, Pichegru ordonne un assaut sur les lignes alliées à Tournai. Alors que la division Souham s'en prend à l'aile droite ennemie, Bonnaud tente de progresser sur le centre tout en opérant une manœuvre de diversion sur le flanc gauche. Après un engagement furieux qui cause de lourdes pertes dans les deux camps, les Français doivent s'avouer vaincus. Le 17 juin, l'armée française réussit à prendre Ypres ce qui inaugure l'invasion de cette partie de la Flandre. L'armée du Nord s'empare ensuite successivement de Bruges le 1er juillet et de Bruxelles le 10. S'ensuit une période d’accalmie durant laquelle les Français capturent méthodiquement les forteresses coalisées dans le nord de la France. Au 1er septembre 1794, la 5e division commandée par Bonnaud aligne 9 103 fantassins et 1 558 cavaliers ainsi que 34 canons et cinq obusiers servis par 658 artilleurs. Sa division force les lignes de Bréda le 27 décembre et est la première à entrer dans La Haye le 23 janvier 1795. Bonnaud et Macdonald sont également crédités de la capture de la flotte hollandaise au Helder mais cet exploit a été accompli en réalité par un officier relativement jeune, Louis Joseph Lahure.

### En Vendée
La promotion de Bonnaud au grade de général de division est confirmée le 13 juin 1795 et il est transféré à l'armée des côtes de Cherbourg le 5 juillet. Selon une autre source, Bonnaud commande en décembre 1794 un détachement de l'armée du Nord envoyé en Vendée pour réprimer le soulèvement royaliste. Le 1er septembre, il est placé à la tête d'un contingent de 6 000 hommes de l'armée de Cherbourg pour assister le général Hoche dans la défense de Nantes et dans la lutte contre le chef vendéen François Athanase Charette de La Contrie. Il dirige ensuite la 3e colonne mobile dans un engagement contre les rebelles à Saint-Florent-le-Vieil le 4 octobre. Du 12 novembre 1795 au 8 janvier 1796, Bonnaud sert provisoirement comme général en chef de l'armée des côtes de Cherbourg en remplacement du général Aubert-Dubayet devenu ministre de la Guerre. Le 26 décembre 1795, le Directoire fusionne les armées de Cherbourg, de l'Ouest et des côtes de Brest pour donner naissance à l'armée des côtes de l'Océan. Le décret entre en application le 8 janvier 1796 et le général Hoche est désigné pour exercer les fonctions de commandant en chef.

### La campagne du Rhin, 1796

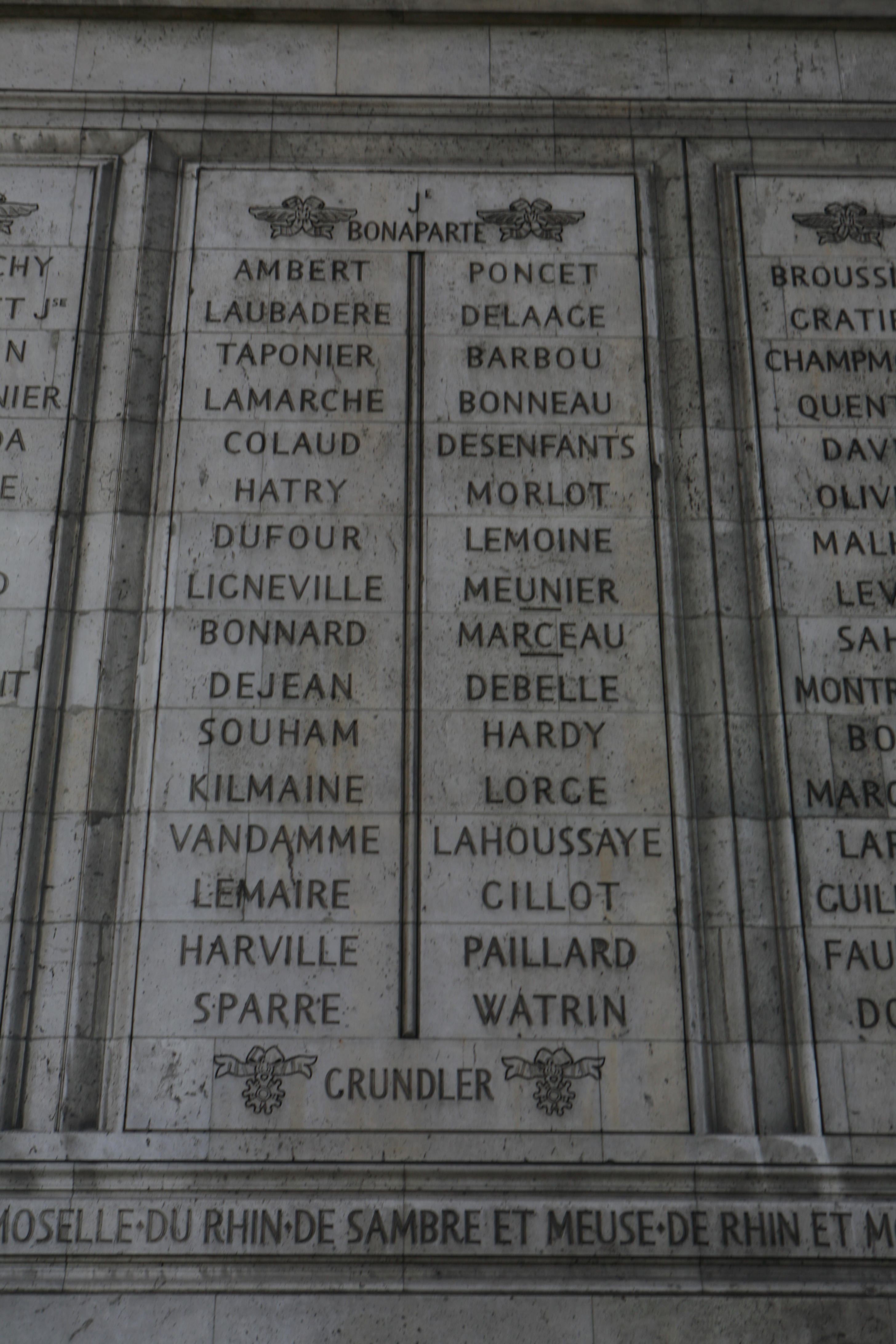
Noms gravés sous l'arc de triomphe de l'Étoile : pilier Nord, 5e et 6e colonnes.

Le 3 février 1796, Bonnaud prend le commandement de la réserve de cavalerie à l'armée de Sambre-et-Meuse, sous les ordres du général Jean-Baptiste Jourdan. La campagne sur le Rhin commence le 1er juin lorsque l'aile gauche de l'armée dirigée par le général Kléber s'avance par le sud depuis Düsseldorf. Kléber bat les Autrichiens à Altenkirchen le 4 juin et Jourdan décide d'envoyer sur la rive est du Rhin trois divisions d'infanterie et la cavalerie de Bonnaud sur Neuwied. Les 15 et 16 juin, une armée autrichienne supérieure en nombre aux ordres de l'archiduc Charles défait Jourdan à Wetzlar, contraignant Bonnaud et les trois divisions qui l'accompagnent à repasser sur la rive ouest du fleuve. Cette offensive suivie d'une retraite devaient permettre à l'armée de Rhin-et-Moselle du général Moreau de franchir le Rhin plus au sud. Cette dernière ayant réussi à établir une tête de pont, l'armée de Jourdan lance une nouvelle offensive le 28 juin et les cavaliers de Bonnaud repassent le Rhin à Bonn le 2 juillet. Après la chute de Francfort le 16 juillet, Jourdan détache 28 545 soldats sous le commandement du général Marceau pour effectuer le blocus des forteresses de Mayence et d'Ehrenbreitstein tandis que lui-même avec le reste des troupes continue de progresser vers l'est.
À la fin du mois d'août, l'armée de Sambre-et-Meuse se trouve confrontée aux forces autrichiennes du général Wartensleben le long de la rivière Naab, la division Bernadotte surveillant le flanc sud. Jourdan, qui a un moment espéré que l'armée de Moreau fixe les Autrichiens en Allemagne du Sud, est déçu. Les 22 et 23 août, les 6 000 hommes de la division Bernadotte sont attaqués par les 28 000 soldats de l'archiduc Charles. Jourdan envoie la cavalerie de Bonnaud au secours de son subordonné mais la situation évolue rapidement au désavantage des Français et Bernadotte doit se replier au nord-est vers Forchheim. Bonnaud, qui n'a pas pu faire sa jonction avec Bernadotte, est assailli à son tour par des forces supérieures alors que ses cavaliers tentent de rallier l'armée principale. Jourdan tente de dégager Bonnaud en livrant bataille aux Autrichiens mais il est défait le 24 août à Amberg. Au cours de sa retraite, le général en chef oblique sur Wurtzbourg avec la cavalerie de Bonnaud en tête mais les troupes autrichiennes atteignent la ville avant les siennes. Le 2 septembre, deux divisions françaises et la cavalerie arrivent devant Wurtzbourg et sont rejointes dans la soirée par une troisième division. Les hostilités débutent le 3 septembre à 7 h du matin lorsque la progression de la division Grenier sur le flanc gauche est brutalement stoppée par l'intervention de la cavalerie impériale. Sur un ordre de Wartensleben, 24 escadrons de cuirassiers autrichiens se précipitent sur les troupes de Grenier mais une charge de la cavalerie divisionnaire menée par Bonnaud les repousse. L'arrivée en renfort de douze escadrons de cuirassiers supplémentaires fait toutefois pencher l'issue du combat en faveur des Autrichiens et les escadrons de Bonnaud sont rompus et forcés de trouver refuge derrière leur infanterie. Luttant de plus en plus difficilement face à une armée autrichienne constamment renforcée, Jourdan ordonne la retraite. La bataille de Wurtzbourg s'achève donc sur une défaite française : Jourdan a perdu 3 000 hommes et sept canons contre des pertes autrichiennes deux fois inférieures.       
Au 10 septembre, l'armée de Sambre-et-Meuse s'installe sur la défensive derrière la rivière Lahn. La division Grenier occupe Giessen, à l'extrême-gauche du dispositif, non loin des troupes de Lefebvre positionnées à Wetzlar. En remontant le cours sud de la rivière se trouvent respectivement les divisions de Championnet, Bernadotte, Marceau et Castlebert de Castleverd. Voulant faire porter son attaque principale sur Limburg an der Lahn à l'ouest, l'archiduc Charles parvient à persuader Jourdan de transférer le gros de ses forces vers l'est. La bataille de Limbourg qui se déroule le 16 septembre s'achève sur une nouvelle défaite française. Au matin, le général autrichien Kray lance une attaque contre le flanc gauche français et se heurte à Giessen à la division du général Grenier. Les assaillants sont repoussés mais Jourdan envoie tout de même la cavalerie de Bonnaud avec un peu d'infanterie et d'artillerie pour soutenir son aile. Plus tard dans la journée, Kray tente une nouvelle percée et force une des brigades de Grenier à céder du terrain sur la droite. Bonnaud, tirant parti d'un ravin qui le dissimule à la vue de ses adversaires, s'avance avec deux escadrons de cavalerie et charge les Autrichiens par le flanc tandis que l'infanterie de Grenier se regroupe et bouscule les troupes de Kray. Au cours de cette charge victorieuse, le général Bonnaud a la cuisse fracassée par une balle. Il succombe à ses blessures le 30 mars 1797 à Bonn. L'historien Ramsay Weston Phipps considère Bonnaud comme le commandant de cavalerie « le plus satisfaisant » dont ait disposé Jourdan. Dans ses Mémoires, le général Jean-Pierre Dellard affirme que Bonnaud était « brave comme son épée et bon manœuvrier » et loue « son énergie et l'habitude qu'il avait de la guerre ». Son nom est inscrit sous l'arc de triomphe de l'Étoile à Paris.

## Distinctions
- Il fait partie des 660 personnalités à avoir son nom gravé sous l'arc de triomphe de l'Étoile.

## Sources
: document utilisé comme source pour la rédaction de cet article.
- Jacques Charavay, Les généraux morts pour la patrie : 1792-1804, Société de l'histoire de la Révolution française, 1893, 119 p. (lire en ligne).
- Michel Coutanceau et Clément La Jonquière, La campagne de 1794 à l'armée du Nord, Paris, R. Chapelot et Cie, 1907 (lire en ligne).
- Victor Dupuis, La Campagne de 1793 à l'Armée du Nord et des Ardennes d'Hondtschoote à Wattignies, Paris, R. Chapelot et Cie, 1909 lire en ligne sur Gallica.
- Charles Clerget, Tableaux des armées françaises pendant les guerres de la Révolution, Paris, R. Chapelot et Cie, 1905 (lire en ligne).
- (en) Ramsay Weston Phipps, The Armies of the First French Republic : The Armée du Nord, vol. 1, Pickle Partners Publishing, 2011 (ISBN 978-1-908692-24-5).
- (en) Ramsay Weston Phipps, The Armies of the First French Republic : The Armées du Moselle, du Rhin, de Sambre-et-Meuse, de Rhin-et-Moselle, vol. 2, Pickle Partners Publishing, 2011 (ISBN 978-1-908692-25-2).
- (en) Digby Smith, The Napoleonic Wars Data Book, Londres, Greenhill, 1998, 582 p. (ISBN 1-85367-276-9).